# Paraschistura alepidota
Paraschistura alepidota is een straalvinnige vissensoort uit de familie van de bermpjes (Nemacheilidae). De wetenschappelijke naam van de soort is voor het eerst geldig gepubliceerd in 1970 door Muhammad Ramzan Mirza en Petru Bănărescu.